# Беглый самурай
«Беглый самурай» (яп. 逃げ上手の若君 Нигэ дзё:дзу но вакагими) — японская манга, написанная и проиллюстрированная Юсэем Мацуи. С января 2021 года публикуется в еженедельном журнале Shōnen Jump, издаваемом компанией Shueisha. По состоянию на сентябрь 2024 года её главы были собраны в 17 танкобонов. Манга основана на истории Ходзё Токиюки, решившего отомстить Асикага Такаудзи, который предал его семью.
Премьера аниме-телесериала, созданного студией CloverWorks, состоялась в июле 2024 года.
В 2024 году сериал получил премию манги Shogakukan.

## Синопсис
Действие происходит между поздним периодом Камакура и ранним периодом Муромати. История рассказывает о Ходзё Токиюки, находящемся в бегах после того, как Асикага Такаудзи уничтожил его семью. Единственные союзники Ходзё — странный священник и его последователи. Молодой лорд должен отомстить и вернуть себе величие, используя своё единственное оружие: сверхъестественную способность убегать и прятаться.

## Персонажи

### Главные персонажи
Ходзё Токиюки (яп. 北条 時行 Хо:дзё: Токиюки)
Сэйю: Асаки Юикава
Наследник регентства Ходзё до его уничтожения Асикагой Такаудзи. После падения сёгуната он укрылся в Ёрисигэ, где обучался боевым искусствам и наукам, готовя заговор, чтобы свергнуть клан Асикага и восстановить свой клан. Обладает сверхчеловеческой способностью убегать, прятаться и уклоняться от вражеских атак. Чтобы Такаудзи и его союзники не узнали его, он взял псевдоним Коидзуми Тёдзумару (яп. 小泉 長寿丸).
Сува Ёрисигэ (яп. 諏訪 頼重 Сува Ёрисигэ)
Сэйю: Юити Накамура
Таинственный священник из Сувы, который утверждает, что может видеть будущее. Верный последователь клана Ходзё, который предсказывает, что Токиюки станет героем. Выясняется, что в нём живет дух Сувы Медзина, который делает его богом.

## Медиа

### Манга
«Беглый самурай», написанный и проиллюстрированный Юсэем Мацуи, появился в журнале Weekly Shonen Jump 25 января 2021 года. Компания Shueisha собрала главы из него в отдельные танкобоны. Первый том был выпущен 2 июля 2021 года. По состоянию на 4 сентября 2024 года было выпущено 17 томов.
В Северной Америке манга выпущена по лицензии на английском языке компанией Viz Media, которая одновременно публикует главы в цифровом формате по мере их выхода в Японии на веб-сайте Shonen Jump. В октябре 2021 года Viz Media объявила о том, что  опубликует серию в печатном формате, а первый том выйдет 5 июля 2022 года. Shueisha также одновременно бесплатно публикует серию на английском, испанском и русском языках на платформе Manga Plus.

### Аниме
В марте 2023 года было объявлено об экранизации аниме. Премьера сериала состоялась 6 июля 2024 года на телеканале Tokyo MX и других каналах.
В Северной Америке сериал лицензирован компанией Aniplex of America и транслируется на Crunchyroll. Компания Muse Communication лицензировала сериал в Юго-Восточной Азии.

## Награды
В июне 2021 года «Беглый самурай» был номинирован на премию Next Manga Award в категории «Печатная манга» и занял шестое место из 50 номинантов. Манга заняла восьмое место в списке комиксов, рекомендованных сотрудниками общенационального книжного магазина в 2022 году. Вместе с Sousou no Frieren, Suji de Asobo и Trillion Game, «Беглый самурай» получил премию манги Shogakukan в 2024 году.